# باشگاه فوتبال کانو پیلارز
باشگاه فوتبال کانو پیلارز (به انگلیسی: Kano Pillars F.C) یک باشگاه فوتبال در کشور نیجریه است که در شهر کانو مستقر است. آن‌ها در لیگ حرفه‌ای نیجریه حضور دارند. ورزشگاه خانگی آنها ورزشگاه سانی آباچا است. کانو پیلارز در سال ۱۹۹۰ تأسیس شد، سالی که لیگ حرفه‌ای فوتبال در نیجریه آغاز به کار کرد. این ادغام سه باشگاه آماتور در ایالت کانو بود که کانو پیلارز را به وجود آورد.

## تاریخچه
کانو ستون با تأسیس الحاجی ابراهیم گالادیما رئیس اسبق اتحادیه فوتبال نیجریه و کمیسر سابق ورزش کانو، از ترکیب WRECA FC , Kano Golden Stars و Bank of the FC FC، با کسب عنوان قهرمانی ۲۰۰۷–۰۸ نیجریه موفقیت چشمگیری کسب کرد لیگ. کانو ستون بازیکنانی مانند آبیودون بارووا را تولید کرد که از آن زمان در باشگاه‌های سوئیس، اتریش، ولز و انگلیس بازی کرده‌است و سانی کایتا که بعداً در اسپارتا روتردام هلند بازی می‌کند. یکی دیگر از بازیکنان برجسته احمد گاربا «یارو یارو» است که بعداً در AB در دانمارک بازی می‌کند و بازیکن برجسته Kano Pillars FC احمد موسی است که پس از پیوستن به زسکا مسکو در لیگ برتر انگلیس برای لسترسیتی بازی می‌کند. این شرکت به عنوان یک شرکت با مسئولیت محدود در کمیسیون امور شرکت‌ها، نیجریه ثبت شد و سپس به عنوان یک باشگاه فوتبال حرفه ای در اتحادیه فوتبال نیجریه (NFA) ثبت شد. ستون‌های کانو در فصل لیگ ۲۰۱۶ به‌طور متوسط ۱۰ هزار حضور در خانه داخلی داشتند.

### لیگ قهرمانان ۲۰۰۹
آنها همچنین «اهلی قاتلان» نامیده می‌شوند زیرا در مصر ۲ گل باشکوه به ثمر رساندند و در نیجریه ۲–۱ و ۱–۱ به مصاف الاهلی قاهره در مصر رفتند، بنابراین قاتلان آهلی در لیگ قهرمانان آفریقا به مرحله گروهی راه یافتند اهداف دور از خانه حاکم است. آنها قبل از اینکه در مقابل تیم همکار نیجریه ای Heartland حذف شوند، به نیمه نهایی راه یافتند

## دستاوردها
- لیگ حرفه‌ای نیجریه

قهرمانان (۴): ۲۰۰۷–۰۸، ۲۰۱۱–۱۲، ۲۰۱۳، ۲۰۱۴.
نایب قهرمان (۱): ۲۰۰۹–۱۰.
- جام حذفی نیجریه

برندگان (۱): ۲۰۱۹.
نایب قهرمان (۲): ۱۹۹۱، ۲۰۱۸.
- سوپرجام نیجریه

برندگان (۱): ۲۰۰۷–۰۸.
نایب قهرمان (۱): ۲۰۱۲.

## عملکرد در مسابقات لیگ قهرمانان
- لیگ قهرمانان آفریقا: ۵ بازی

۲۰۰۹ - نیمه نهایی
۲۰۱۱ - دور اول
۲۰۱۳ - دور اول
۲۰۱۴ - دور مقدماتی
۲۰۱۵ - دور اول

## مربیان برجسته
- مالک جابر (۲۰۰۸–) (مشاور فنی)
- احمد پله عبدو
- لادان بوسو
- بابا گانارو
- کادیری یکانا (۱۹۹۱)، (۱۹۹۷–۹۸)، (۲۰۰۷–۰۸)، (۲۰۱۶-تاریخ)
- ایو ساجه (۲۰۰۹)

## بازیکنان برجسته
- ربیو علی
- احمد موسی
- جونیور لوکوسا
- چیندو اودوجی